# Raúl Becerra
Raúl Oscar Becerra (Río Gallegos, 1º ottobre 1987) è un calciatore argentino, attaccante del Gualberto Villarroel.

## Caratteristiche tecniche
È un centravanti.

## Palmarès

### Competizioni nazionali
- Campionato bengalese: 1

Bashundhara Kings: 2021
- Coppa del Bangladesh: 1

Bashundhara Kings: 2021